# Halterofilismo nos Jogos Olímpicos de Verão de 1920
O halterofilismo nos Jogos Olímpicos de Verão de 1920 foi realizado entre 29 e 31 de agosto, em Antuérpia, na Bélgica, com cinco eventos disputados, todos masculinos. Um total de 53 atletas de 14 nações participou. As competições foram realizadas no Olympisch Stadion. Fora do programa olímpico desde os Jogos de Saint Louis, em 1904, a modalidade retornou em 1920 e não mais foi retirada.
Os principais halterofilistas do mundo em 1920 eram alemães e austríacos, mas a Alemanha e a Áustria não foram convidadas para as Olimpíadas devido ao seu status de agressores durante a Primeira Guerra Mundial. Após essas Olimpíadas, um Campeonato Mundial de Halterofilismo separado foi disputado em Viena, no início de setembro, no qual os medalhistas foram, com exceção de um suíço, todos alemães ou austríacos.
Nesses Jogos, três provas compuseram a competição: a arranco com uma mão e o arremesso, com uma mão e com duas mãos. As medalhas foram atribuídas com base na soma total dos melhores desempenhos alcançados nas provas individuais.

## Eventos do halterofilismo
Masculino: até 60 kg | até 67,5 kg | até 75 kg | –82,5 kg | acima de 82,5 kg

## Pena (–60 kg)
| Pos. | Atleta         | Nação         | Arranco (uma mão) | Arremesso (uma mão) | Arremesso (duas mãos) | Total    |
| ---- | -------------- | ------------- | ----------------- | ------------------- | --------------------- | -------- |
|      | Frans De Haes  | Bélgica (BEL) | 60,0 kg           | 65,0 kg             | 95,0 kg               | 220,0 kg |
|      | Alfred Schmidt | Estônia (EST) | 55,0 kg           | 65,0 kg             | 90,0 kg               | 210,0 kg |
|      | Eugène Ryther  | Suíça (SUI)   | 55,0 kg           | 65,0 kg             | 90,0 kg               | 210,0 kg |

## Leve (–67,5 kg)
| Pos. | Atleta          | Nação         | Arranco (uma mão) | Arremesso (uma mão) | Arremesso (duas mãos) | Total    |
| ---- | --------------- | ------------- | ----------------- | ------------------- | --------------------- | -------- |
|      | Alfred Neuland  | Estônia (EST) | 72,5 kg           | 75,0 kg             | 110,0 kg              | 257,5 kg |
|      | Louis Williquet | Bélgica (BEL) | 60,0 kg           | 75,0 kg             | 105,0 kg              | 240,0 kg |
|      | Florimond Rooms | Bélgica (BEL) | 55,0 kg           | 70,0 kg             | 105,0 kg              | 230,0 kg |

## Médio (–75 kg)
| Pos. | Atleta             | Nação        | Arranco (uma mão) | Arremesso (uma mão) | Arremesso (duas mãos) | Total    |
| ---- | ------------------ | ------------ | ----------------- | ------------------- | --------------------- | -------- |
|      | Henri Gance        | França (FRA) | 65,0 kg           | 75,0 kg             | 105,0 kg              | 245,0 kg |
|      | Pietro Bianchi*    | Itália (ITA) | 60,0 kg           | 70,0 kg             | 105,0 kg              | 235,0 kg |
|      | Albert Pettersson* | Suécia (SWE) | 55,0 kg           | 75,0 kg             | 105,0 kg              | 235,0 kg |

↑* De acordo com David Wallechinsky, o empate entre Bianchi e Perrersson ia ser resolvido por um arremesso extra (lift-off) com as duas mãos. No entanto, ambos conseguiram levantar 107,5 kg, e o resultado foi decidido por sorteio, com Bianchi recebendo a medalha de prata.

## Pesado-ligeiro (–82,5 kg)
| Pos. | Atleta            | Nação        | Arranco (uma mão) | Arremesso (uma mão) | Arremesso (duas mãos) | Total    |
| ---- | ----------------- | ------------ | ----------------- | ------------------- | --------------------- | -------- |
|      | Ernest Cadine     | França (FRA) | 70,0 kg           | 90,0 kg             | 135,0 kg              | 295,0 kg |
|      | Fritz Hünenberger | Suíça (SUI)  | 75,0 kg           | 90,0 kg             | 112,5 kg              | 275,0 kg |
|      | Erik Pettersson   | Suécia (SWE) | 62,5 kg           | 92,5 kg             | 112,5 kg              | 267,5 kg |

## Pesado (+82,5 kg)
| Pos. | Atleta          | Nação            | Arranco (uma mão) | Arremesso (uma mão) | Arremesso (duas mãos) | Total    |
| ---- | --------------- | ---------------- | ----------------- | ------------------- | --------------------- | -------- |
|      | Filippo Bottino | Itália (ITA)     | 70,0 kg           | 75,0 kg             | 120,0 kg              | 265,0 kg |
|      | Joseph Alzin    | Luxemburgo (LUX) | 65,0 kg           | 75,0 kg             | 120,0 kg              | 260,0 kg |
|      | Louis Bernot    | França (FRA)     | 65,0 kg           | 75,0 kg             | 115,0 kg              | 255,0 kg |

## Quadro de medalhas
| Pos.               | País               | Ouro | Prata | Bronze | Total |
| ------------------ | ------------------ | ---- | ----- | ------ | ----- |
| 1                  | FRA França         | 2    | 0     | 1      | 3     |
| 2                  | BEL Bélgica        | 1    | 1     | 1      | 3     |
| 3                  | EST Estônia        | 1    | 1     | 0      | 2     |
| 3                  | ITA Itália         | 1    | 1     | 0      | 2     |
| 5                  | SUI Suíça          | 0    | 1     | 1      | 2     |
| 6                  | LUX Luxemburgo     | 0    | 1     | 0      | 1     |
| 7                  | SWE Suécia         | 0    | 0     | 2      | 2     |
| Total (7 entradas) | Total (7 entradas) | 5    | 5     | 5      | 15    |